# Uppslagsverket Finland
A Uppslagsverket Finland – em português Enciclopédia Finlândia – é uma enciclopédia finlandesa em língua sueca, com foco na Finlândia, na realidade dos Sueco-Finlandeses (Finlandeses de língua sueca) e no idioma Sueco da Finlândia.
A sua primeira edição foi lançada a público em 1982–1985.
Em 2009, a enciclopédia foi colocada na Internet à disposição de todos os interessados.